# Trận Chalai
Trận Chalai là một cuộc chạm trán vũ trang để giành quyền kiểm soát Chalai, Sri Lanka, giữa Sư đoàn 55 của Quân đội Sri Lanka và Những con Hổ giải phóng Tamil (Hổ Tamil) trong cuộc Nội chiến Sri Lanka, diễn ra vào tháng 2 năm 2009. Chalai là căn cứ Hổ Biển cuối cùng nằm dưới sự kiểm soát của Hổ Tamil trong Mặt trận miền Bắc thuộc Chiến tranh Eelam IV. Giao tranh kéo dài năm ngày, kết quả là Sư đoàn 55 chiến quyền kiểm soát khu vực. Trong trận đánh, một binh sĩ bị thương khi một đứa trẻ từ 13 đến 14 tuổi mang theo một quả bom phát nổ. Quân Sri Lanka cho rằng vụ đánh bom tự sát này do Hổ Tamil tiến hành. Các nhân chứng mô tả cậu bé cư xử như thể mình đã bị "đánh thuốc mê hoặc bị sách nhiễu trước khi ra tay."

## Sri Lanka chiếm căn cứ hải quân lớn nhất của Hổ Tamil
Ngày 5 tháng 2, Thủ tướng Sri Lanka bác bỏ lời kêu gọi ngưng bắn từ các quốc gia cấp viện đang lo ngại về các báo cáo cho hay mức tổn thất của thường dân đang tăng cao, thay vào đó đòi hỏi phía Hổ Tamil phải đầu hàng vô điều kiện.
Quân đội chính phủ chiếm căn cứ hải quân lớn nhất của phiến quân ngày 5-2, cắt đứt đường tiếp vận từ hướng biển của Hổ Tamil trong một loạt các chiến thắng quân sự khiến phiến quân bị dồn vào khu vực rộng khoảng 85 cây số vuông dọc theo bờ biển phía Bắc. Ngay cả trước khi căn cứ này bị đánh chiếm, Thủ tướng Ratnasiri Wickremanayake đã tuyên bố trước quốc hội rằng "giờ phút cuối" của cuộc chiến do Hổ Tamil phát động từ 25 năm nay đã gần kề. Hơn 70.000 người đã chết trong cuộc chiến này, và hàng trăm thường dân nghe nói đã thiệt mạng trong những cuộc giao tranh thời gian gần đó.
"Lực lượng chúng ta nay bao vây cứ địa sau cùng của bọn khủng bố. Các binh sĩ của chúng ta đang đối đầu với Hổ Tamil ngay trước hang ổ của chúng," Wickremanayake nói với quốc hội. Lời tuyên bố này coi như bác bỏ lời kêu gọi của Hoa Kỳ, Anh và Canada là hai bên hãy ngưng chiến để thường dân và những người bị thương có thể rời khỏi vùng giao tranh.
Theo Tướng Nanayakkara, phiến quân vẫn còn có thể mở ra các cuộc tấn công tự sát bằng tàu bè của mình từ những căn cứ nhỏ dọc theo bờ biển. Việc chiếm đóng căn cứ Chalai cắt đứt nguồn tiếp tế võ khí và nhiên liệu chính yếu từ các quốc gia khác cho Hổ Tamil.

## Dân lánh nạn
Phát ngôn viên quân sự, Chuẩn tướng Udaya Nanayakkara, nói rằng có 1.282 thường dân đã chạy khỏi khu vực phiến quân kiểm soát để về vùng chính phủ ngày 4 và 5 tháng 2. Tuy nhiên, Liên Hợp Quốc và các cơ quan cứu trợ khác nói rằng còn có khoảng 250.000 thường dân vẫn còn bị kẹt lại trong vùng phiến quân kiểm soát.